# Chiavazza
Chiavazza (Ciavasa em piemontês) é um distrito de Biella. A vila está situada na parte leste da cidade, tendo sido um município autônomo até 1940.

## Geografia física
Chiavazza se une à cidade de Biella pela ponte sobre o Cervo (torrente) . A principal rota que atravessa o distrito de Chiavazza é a Via Milano, que o conecta ao município de Vigliano Biellese. Ao longo dela há inúmeras vilas, incluindo Villa Mosca. Uma rua histórica é a Via Rosazza, que leva à praça principal, onde fica a Igreja Paroquial de Santa Maria Assunta e São Quirico.